# Copa das Ilhas Faroé de 2020
A Copa das Ilhas Faroe de 2020 foi a 66ª edição da Copa das Ilhas Faroé. O torneio se iniciou no dia 27 de junho. O Havnar Bóltfelag, maior campeão do torneio com 28 títulos, foi novamente o vencedor e se classificou para a primeira edição da Liga Conferência Europa da UEFA de 2021–22.
Apenas a equipe principal de cada time pode competir no torneio.

## Calendário
| Fase             | Data do Sorteio     | Data da Partida        |
| ---------------- | ------------------- | ---------------------- |
| Fase preliminar  | 15 de Junho de 2020 | 27 de Junho de 2020    |
| Primeira fase    | 15 de Junho de 2020 | 8 de Julho de 2020     |
| Quartas de Final | 14 de Julho de 2020 | 25 de Novembro de 2020 |
| Semifinal        |                     | 28 de Novembro de 2020 |
| Final            | —                   | 5 de Dezembro de 2020  |

## Fase preliminar
| Equipe 1       | Resultado | Equipe 2        |
| -------------- | --------- | --------------- |
| FC Suðuroy (3) | 9–1       | Royn Hvalba (3) |
| MB (4)         | 2–6       | Undrið FF (3)   |

| 27 de junho de 2020 | FC Suðuroy (3)                                                                                | 9 – 1     | Royn Hvalba (3) | Á Eiðinum, Vágur                             |  |
| 15:00               | Lindenskov 18', 57' · Lisberg 23', 29' · Poulsen 40', 75', 86' · Holm 77' · Augustinussen 82' | Relatório | Ludvig 32'      | Público: 80 Árbitro: Kristian Gunnar Joensen |  |

| 27 de junho de 2020 | MB (4)                             | 2 – 6     | Undrið FF (3)                                                    | MB Arena, Miðvágur                      |  |
| 15:00               | Presttøðni 15' (pen) · Joensen 33' | Relatório | Johannesen 7', 30', 81' · Højgaard 35' · Sigurheim 42' · Dam 90' | Público: 150 Árbitro: Stephan Petursson |  |

## Primeira fase
| Equipe 1            | Resultado   | Equipe 2             |
| ------------------- | ----------- | -------------------- |
| TB Tvøroyri (1)     | 1–0         | ÍF (1)               |
| 07 Vestur (2)       | 3–1         | FC Suðuroy (3)       |
| B68 Toftir (2)      | 0–2         | Víkingur Gøta (1)    |
| Argja Bóltfelag (1) | 4–1         | Undrið FF (3)        |
| Skála ÍF (1)        | 4–3         | FC Hoyvík (2)        |
| KÍ (1)              | 1–1 (4–5 p) | Havnar Bóltfelag (1) |
| EB/Streymur (1)     | 1–1 (3–5 p) | NSÍ Runavík (1)      |
| B71 Sandoy (2)      | 2–7         | B36 Tórshavn (1)     |

| 8 de julho de 2020 | TB Tvøroyri (1) | 1 – 0     | ÍF (1) | Við Stórá, Trongisvágur            |  |
| 15:30              | Gueye 45'       | Relatório |        | Público: 150 Árbitro: Rúni Gaardbo |  |

| 8 de julho de 2020 | 07 Vestur (2)                             | 3 – 1     | FC Suðuroy (3) | Á Dungasandi, Sandavágur         |  |
| 17:30              | Tryggvason 21' (g.c) · Samuelsen 52', 83' | Relatório | Lisberg 7'     | Público: 200 Árbitro: Jákup Mohr |  |

| 8 de julho de 2020 | B68 Toftir (2) | 0 – 2     | Víkingur Gøta (1)                 | Svangaskarð, Toftir                   |  |
| 19:00              |                | Relatório | Justinussen 32' · Jonhardsson 56' | Público: 500 Árbitro: Eiler Rasmussen |  |

| 8 de julho de 2020 | Argja Bóltfelag (1)                            | 4 – 1     | Undrið FF (3) | Skansi Arena, Argir          |  |
| 19:00              | Lofti 43', 88' · Nielsen 74' · Drangastein 78' | Relatório | Dam 89'       | Árbitro: Jón Þór Baldvinsson |  |

| 8 de julho de 2020 | Skála ÍF (1)                                     | 4 – 3     | FC Hoyvík (2)       | Undir Mýruhjalla, Skála          |  |
| 19:00              | Jacobsen 18' · Danielsen 60' · Hansen 76', 90+1' | Relatório | Klein 58', 69', 86' | Público: 137 Árbitro: Rúni Olsen |  |

| 8 de julho de 2020                                              | KÍ (1)         | 1 – 1 (pro) (4–5 pen.)                                    | Havnar Bóltfelag (1) | Við Djúpumýrar, Klaksvík |  |
| 19:00                                                           | Johannesen 70' | Relatório                                                 | Dam 12'              | Árbitro: Petur Reinert   |  |
|                                                                 |                | Penalidades                                               |                      |                          |  |
| Danielsen Došljak Johannesen Andreasen Bjartalíð Olsen Niclasen |                | Schindler Hansen Johansen Nygaard Gestsson Jakobsen Soylu |                      |                          |  |

| 8 de julho de 2020       | EB/Streymur (1) | 1 – 1 (pro) (3–5 pen.)                      | NSÍ Runavík (1) | Við Margáir, Streymnes                       |  |
| 19:00                    | Olsen 29'       | Relatório                                   | Knudsen 49'     | Público: 300 Árbitro: Jóhan Hendrik Ellefsen |  |
|                          |                 | Penalidades                                 |                 |                                              |  |
| Danielsen Djurhuus Olsen |                 | Benjaminsen Olsen Mortensen Knudsen Nielsen |                 |                                              |  |

| 8 de julho de 2020 | B71 Sandoy (2)            | 2 – 7     | B36 Tórshavn (1)                                                                    | Inni í Dal, Sandur                     |  |
| 19:15              | Okpala 17' · Mohammed 85' | Relatório | Radosavljevic 4', 78', 87' · Agnarsson 40' · Frederiksberg 61', 72' · Agnarsson 80' | Público: 200 Árbitro: Bjarki Danielsen |  |

## Quartas de Final
| Equipe 1          | Resultado   | Equipe 2             |
| ----------------- | ----------- | -------------------- |
| Víkingur Gøta (1) | 1–0         | TB Tvøroyri (1)      |
| 07 Vestur (2)     | 1–1 (4–5 p) | Havnar Bóltfelag (1) |
| B36 Tórshavn (1)  | 3–0         | Argja Bóltfelag (1)  |
| NSÍ Runavík (1)   | 1–0         | Skála ÍF (1)         |

| 25 de novembro de 2020 | Víkingur Gøta (1) | 1 – 0     | TB Tvøroyri (1) | Sarpugerði, Norðragøta   |  |
| 17:00                  | Vatnhamar 85'     | Relatório |                 | Árbitro: Eiler Rasmussen |  |

| 25 de novembro de 2020                   | 07 Vestur (2) | 1 – 1 (pro) (4–5 pen.)                       | Havnar Bóltfelag (1) | Á Dungasandi, Sandavágur |  |
| 19:00                                    | Weihe 78'     | Relatório                                    | Nygaard 7'           | Árbitro: Runi Gaardbo    |  |
|                                          |               | Penalidades                                  |                      |                          |  |
| Jeremić Egilsson Jóannis Tausenn Vujovic |               | Nygaard Dalbúd Justinussen Gestsson Johansen |                      |                          |  |

| 25 de novembro de 2020 | B36 Tórshavn (1)                         | 3 – 0     | Argja Bóltfelag (1) | Gundadalur, Tórshavn  |  |
| 19:00                  | Pingel 3' · Przybylski 6' · Johansen 44' | Relatório |                     | Árbitro: Alex Troleis |  |

| 25 de novembro de 2020 | NSÍ Runavík (1) | 1 – 0     | Skála ÍF (1) | Við Løkin, Runavík     |  |
| 19:00                  | Knudsen 75'     | Relatório |              | Árbitro: Kári Høvdanum |  |

## Semifinal
| Equipe 1          | Resultado | Equipe 2             |
| ----------------- | --------- | -------------------- |
| Víkingur Gøta (1) | 2–1       | B36 Tórshavn (1)     |
| NSÍ Runavík (1)   | 1–3       | Havnar Bóltfelag (1) |

| 28 de Novembro de 2020 | Víkingur Gøta (1)        | 2 – 1     | B36 Tórshavn (1) | Sarpugerði, Norðragøta |  |
| 19:00                  | Johansen 25' · Olsen 67' | Relatório | Mellemgaard 22'  | Árbitro: Alex Troleis  |  |

| 29 de Novembro de 2020 | NSÍ Runavík (1) | 1 – 3     | Havnar Bóltfelag (1)               | Við Løkin, Runavík     |  |
| 15:00                  | Olsen 65'       | Relatório | Johansen 8', 81' · Justinussen 44' | Árbitro: Kári Høvdanum |  |

## Final
| 5 de dezembro de 2020 | Víkingur Gøta (1) | 0 – 2     | Havnar Bóltfelag (1)                 | Tórsvøllur, Tórshav |  |
| 16:00                 |                   | Relatório | Vatnhamar 24' (g.c.) · Mikkelsen 56' |                     |  |

## Artilheiros
Atualizado em 27 de novembro de 2020
| Pos. | Jogador               | Equipe         | Gols |
| ---- | --------------------- | -------------- | ---- |
| 1    | Ari Krosslá Poulsen   | FC Suðuroy     | 3    |
| 1    | Dávid Lisberg         | FC Suðuroy     | 3    |
| 1    | Símun Johannesen      | Undrið FF      | 3    |
| 1    | Stefan Radosavljevic  | B36 Tórshavn   | 3    |
| 1    | Villiam Emil Klein    | FC Hoyvík      | 3    |
| 6    | Árni Frederiksberg    | B36 Tórshavn   | 2    |
| 6    | Dávid Dam             | Undrið FF      | 2    |
| 6    | Gilli Samuelsen       | 07 Vestur      | 2    |
| 6    | Jonn Marni Lindenskov | FC Suðuroy     | 2    |
| 6    | Tóki á Lofti          | Argja Bóltfela | 2    |